# Antena fraktalna
Antena fraktalna – antena oparta na geometrii fraktalnej.
Skomplikowane krzywe fraktalne, wypełniające przestrzeń powodują wydłużenie drogi prądów, dzięki czemu miniaturowa antena zachowuje się jak o wiele większa o tradycyjnej konstrukcji. Cechą charakterystyczną jest też jej wielozakresowość lub szerokopasmowość. Anteny fraktalne znajdują zastosowanie w komunikacji mikrofalowej, a w telefonach komórkowych są stosowane powszechnie w formie anten mikropaskowych. Nie należy jednak mylić tych pojęć - antenę fraktalną można zbudować także z drutu lub rurek – innymi słowy antena fraktalna może, ale nie musi być anteną mikropaskową.